# Frank Vaughn
Frank J. Vaughn (également orthographié Vaughan), né le 18 février 1902 à Saint-Louis (Missouri) et mort le 9 juillet 1959 dans la même ville, fut un joueur de football américain.

## Carrière professionnelle
Vaughn, surnommé Frankie, est né à Saint-Louis, et passe toute sa carrière professionnelle avec les Ben Millers, une équipe de la St. Louis Soccer League pendant les années 1920 et 1930. Cependant, il n'est pas sur la liste de l'U.S. Open Cup 1926 où ils finissent finalistes. En 1920, il fait partie de l'équipe des St. Louis All Star (sorte d'équipe regroupant les meilleurs joueurs de la SLSL) qui part en tournée en Scandinavie.

## Équipe nationale
En 1920, Vaughn est sélectionné pour participer avec l'équipe U.S. à la coupe du monde 1930 en Uruguay. Il ne joue pourtant aucun match durant le tournoi, et joue quelques matchs d'exhibition pendant la tournée de la sélection en Amérique du Sud juste après la coupe du monde. Ces matchs sont contre des clubs et des équipes régionales, et ils ne sont donc pas considérés comme officiels. Vaughn ne joue donc aucun match officiel en sélection.
Vaughn décède dans sa ville natale de St. Louis en 1959 à 57 ans et est introduit au St. Louis Soccer Hall of Fame en 1972 et au National Soccer Hall of Fame en 1986.